# كيراتيا
كيراتي (Κερατέα) هي مدينة في إقليم أتيكا في اليونان.